# Nuugaatsiaq
Nuugaatsiaq [ˌnuːˈɣaːt͡sːiɑq] (nach alter Rechtschreibung Nûgâtsiaĸ) ist eine wüst gefallene grönländische Siedlung im Distrikt Uummannaq in der Avannaata Kommunia.

## Lage
Nuugaatsiaq liegt im Süden der Insel Qeqertarsuaq, die nicht mit der gleichnamigen Diskoinsel zu verwechseln ist. Auf der Insel liegt der Berg Snehætten (Nuugaatsiap Qaqqaa). Westlich des Orts liegt die kleine Inselgruppe Qeqertannguit. Die vor dem Ort liegende Meerenge Torsuuk trennt Qeqertarsuaq von der Insel Karrat.

## Geschichte

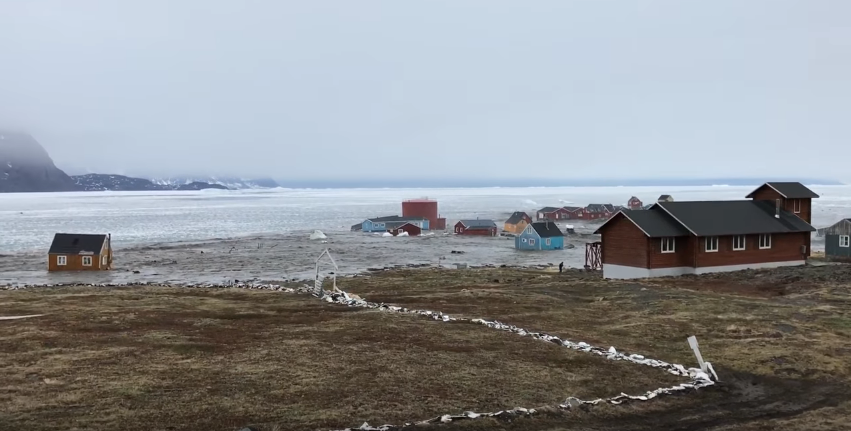
Nuugaatsiaq nach dem Tsunami (Juli 2017)

Nuugaatsiaq wurde wahrscheinlich kurz nach 1918 besiedelt. 1923 wurde in Grønlands Landsråd vorgeschlagen, die Gemeinde Illorsuit aufzuteilen. Dafür musste ein neuer Udsted errichtet werden. 1925 erhielt Nuugaatsiaq den Udstedsstatus und es wurde im selben Jahr eine Wohnung für den Udstedsverwalter errichtet. 1926 erhielt der Ort eine Schulkapelle. 1930 hatte Nuugaatsiaq bereits 119 Einwohner. Im selben Jahr wurde ein Laden mit Lager gebaut und 1936 ein Packhaus, das später als Böttcherei diente. 1957 wurden eine Telestation und eine Werkstatt und 1959 eine Hebammenwohnung errichtet. 1960 erreichte die Einwohnerzahl mit 159 Personen ihr Maximum.
Am 18. Juni 2017 wurde der Ort nach einem durch einen Bergrutsch ausgelösten Erdbeben der Stärke 4,8 von einem Tsunami heimgesucht. Dabei wurden vier Personen auf das Meer hinausgezogen und so getötet, zwei schwer verletzt und sieben weitere leicht. Weiterhin wurden elf Gebäude zerstört, darunter das Kraftwerk. Nuugaatsiaq und Illorsuit wurden in der Folge evakuiert, da sie in der Gefahrenzone für einen weiteren Tsunami liegen. Seither dürfen beide Orte nicht mehr bewohnt werden.

## Wirtschaft
Nuugaatsiaq lebte zuletzt vor allem vom Heilbuttfang, während es vor einiger Zeit noch Robbenjagd und Katzenfischfang gab. Eine kleine Handelsniederlassung von Royal Greenland mit maximal zehn Mitarbeitern lagerte den Fisch. Weitere Berufe ließen sich in der Verwaltung, bei Pilersuisoq, im Tourismus und in der Schule Atuarfik Saamu, die zwölf Schüler in den Jahrgängen eins bis neun unterrichtete und zudem eine Bibliothek und Jugendfreizeitaktivitäten anbot. Weiterhin gab es eine Tagespflege, die Post, eine Krankenstation und eine Dorfhalle.

## Infrastruktur und Versorgung
Auf der namensgebenden Landzunge befindet sich ein kleiner Kai. Die Boote wurden aber üblicherweise direkt an der Wasserkante gestartet. Im Norden befindet sich ein Heliport. Im Winter erfolgte der Verkehr per Schneemobil und Hundeschlitten. Im Ort befinden sich einige gepflasterte Straßen.
Nukissiorfiit versorgte den Ort über das Kraftwerk im Osten mit Strom und über einen Tank mit Frischwasser. Müll wurde verbrannt oder ins Meer gekippt. Für die Telekommunikation sorgte TELE Greenland.

## Bebauung
In Nuugaatsiaq gab es eine Pilersuisoq-Filiale, die Schule Atuarfik Saamu, die zwölf Schüler in den Jahrgängen eins bis neun unterrichtete und zudem eine Bibliothek und Jugendfreizeitaktivitäten anbot. Weiterhin gab es eine Tagespflege, die Post, eine Krankenstation und eine Dorfhalle. Im Ort befinden sich eine Vielzahl geschützter Gebäude, von denen das älteste im Jahr 1850 errichtet wurde.

## Bevölkerungsentwicklung
Die Einwohnerzahl von Nuugaatsiaq war in den letzten Jahrzehnten nahezu konstant. Seit dem Tsunami darf der Ort nicht mehr bewohnt werden.